# Olympische Sommerspiele 1984/Leichtathletik
| Leichtathletik bei den XXIII. Olympischen Spielen | Leichtathletik bei den XXIII. Olympischen Spielen |
| Olympische Ringe · Leichtathletik                 | Olympische Ringe · Leichtathletik                 |
| Informationen                                     | Informationen                                     |
| ------------------------------------------------- | ------------------------------------------------- |
| Datum:                                            | 3. bis 12. August                                 |
| Wettkampfort:                                     | Los Angeles                                       |
| Austragungsort:                                   | Los Angeles Memorial Coliseum                     |
| Entscheidungen:                                   | Männer: 24/Frauen: 17                             |
| ← Moskau 1980                                     | Seoul 1988 →                                      |
| Olympische Ringe                                  | Leichtathletik                                    |

| Logo der Olympischen Spiele 1984                       | Logo der Olympischen Spiele 1984                       | Logo der Olympischen Spiele 1984                       | Logo der Olympischen Spiele 1984                       | Logo der Olympischen Spiele 1984                       | Logo der Olympischen Spiele 1984                       |
| Olympische Spiele 1984 Medaillenspiegel Leichtathletik | Olympische Spiele 1984 Medaillenspiegel Leichtathletik | Olympische Spiele 1984 Medaillenspiegel Leichtathletik | Olympische Spiele 1984 Medaillenspiegel Leichtathletik | Olympische Spiele 1984 Medaillenspiegel Leichtathletik | Olympische Spiele 1984 Medaillenspiegel Leichtathletik |
| Platz                                                  | Mannschaft                                             | Goldmedaillen                                          | Silbermedaillen                                        | Bronzemedaillen                                        | Total                                                  |
| ------------------------------------------------------ | ------------------------------------------------------ | ------------------------------------------------------ | ------------------------------------------------------ | ------------------------------------------------------ | ------------------------------------------------------ |
| 1                                                      | USA                                                    | 16                                                     | 16                                                     | 9                                                      | 41                                                     |
| 2                                                      | BR Deutschland                                         | 4                                                      | 2                                                      | 5                                                      | 11                                                     |
| 3                                                      | Großbritannien                                         | 3                                                      | 7                                                      | 6                                                      | 16                                                     |
| 4                                                      | Rumänien                                               | 3                                                      | 3                                                      | 4                                                      | 10                                                     |
| 5                                                      | Italien                                                | 3                                                      | 1                                                      | 2                                                      | 6                                                      |
| 6                                                      | Finnland                                               | 2                                                      | 1                                                      | 1                                                      | 4                                                      |
| 7                                                      | Mexiko                                                 | 2                                                      | 1                                                      | –                                                      | 3                                                      |
| 8                                                      | Marokko                                                | 2                                                      | –                                                      | –                                                      | 2                                                      |
| 9                                                      | Frankreich                                             | 1                                                      | 1                                                      | 1                                                      | 3                                                      |
| 10                                                     | Australien                                             | 1                                                      | –                                                      | 2                                                      | 3                                                      |
| 10                                                     | Portugal                                               | 1                                                      | –                                                      | 2                                                      | 3                                                      |
| 12                                                     | Kenia                                                  | 1                                                      | –                                                      | 1                                                      | 2                                                      |
| 13                                                     | Brasilien                                              | 1                                                      | –                                                      | –                                                      | 1                                                      |
| 13                                                     | Niederlande                                            | 1                                                      | –                                                      | –                                                      | 1                                                      |
| 15                                                     | Kanada                                                 | –                                                      | 2                                                      | 3                                                      | 5                                                      |
| 16                                                     | Schweden                                               | –                                                      | 2                                                      | 1                                                      | 3                                                      |
| 17                                                     | Jamaika                                                | –                                                      | 1                                                      | 2                                                      | 3                                                      |
| 18                                                     | Elfenbeinküste                                         | –                                                      | 1                                                      | –                                                      | 1                                                      |
| 18                                                     | Irland                                                 | –                                                      | 1                                                      | –                                                      | 1                                                      |
| 18                                                     | Norwegen                                               | –                                                      | 1                                                      | –                                                      | 1                                                      |
| 18                                                     | Schweiz                                                | –                                                      | 1                                                      | –                                                      | 1                                                      |
| 22                                                     | Volksrepublik China                                    | –                                                      | –                                                      | 1                                                      | 1                                                      |
| 22                                                     | Nigeria                                                | –                                                      | –                                                      | 1                                                      | 1                                                      |
| 22                                                     | Spanien                                                | –                                                      | –                                                      | 1                                                      | 1                                                      |

Bei den XXIII. Olympischen Spielen 1984 in Los Angeles fanden in der Leichtathletik 41 Wettkämpfe statt – davon 24 für Männer und 17 für Frauen. Austragungsort war das Los Angeles Memorial Coliseum.

## Teilnehmer und Boykott
Die Olympischen Spiele in Los Angeles waren nicht die ersten von einem Boykott betroffenen Spiele. Einen vorläufigen Höhepunkt hatte es bei der Vorgängeraustragung 1980 in Moskau gegeben, als das jetzige Ausrichterland USA Initiator eines Boykottes war, dem sich mehrere Länder – u. a. auch die Bundesrepublik Deutschland – angeschlossen hatten. Nun kam die Retourkutsche der Sowjetunion, der sich die meisten Nationen anschlossen, die dem Warschauer Pakt angehörten. Ausführliche Informationen dazu finden sich im allgemeinen Teil zu den Olympischen Spielen 1984.
Wie in vielen anderen Sportarten auch führte der Boykott dazu, dass zahlreiche Favoriten und Weltklasseathleten nicht am Start waren. Besonders fehlten die Leichtathleten aus der UdSSR und der DDR, die in den letzten Jahren gemeinsam mit den Vereinigten Staaten regelmäßig zu den weitaus erfolgreichsten Nationen gehört hatten. Darüber hinaus machte sich das Fehlen der Sportler aus Polen, der Tschechoslowakei und Bulgarien bemerkbar.

## Stadion

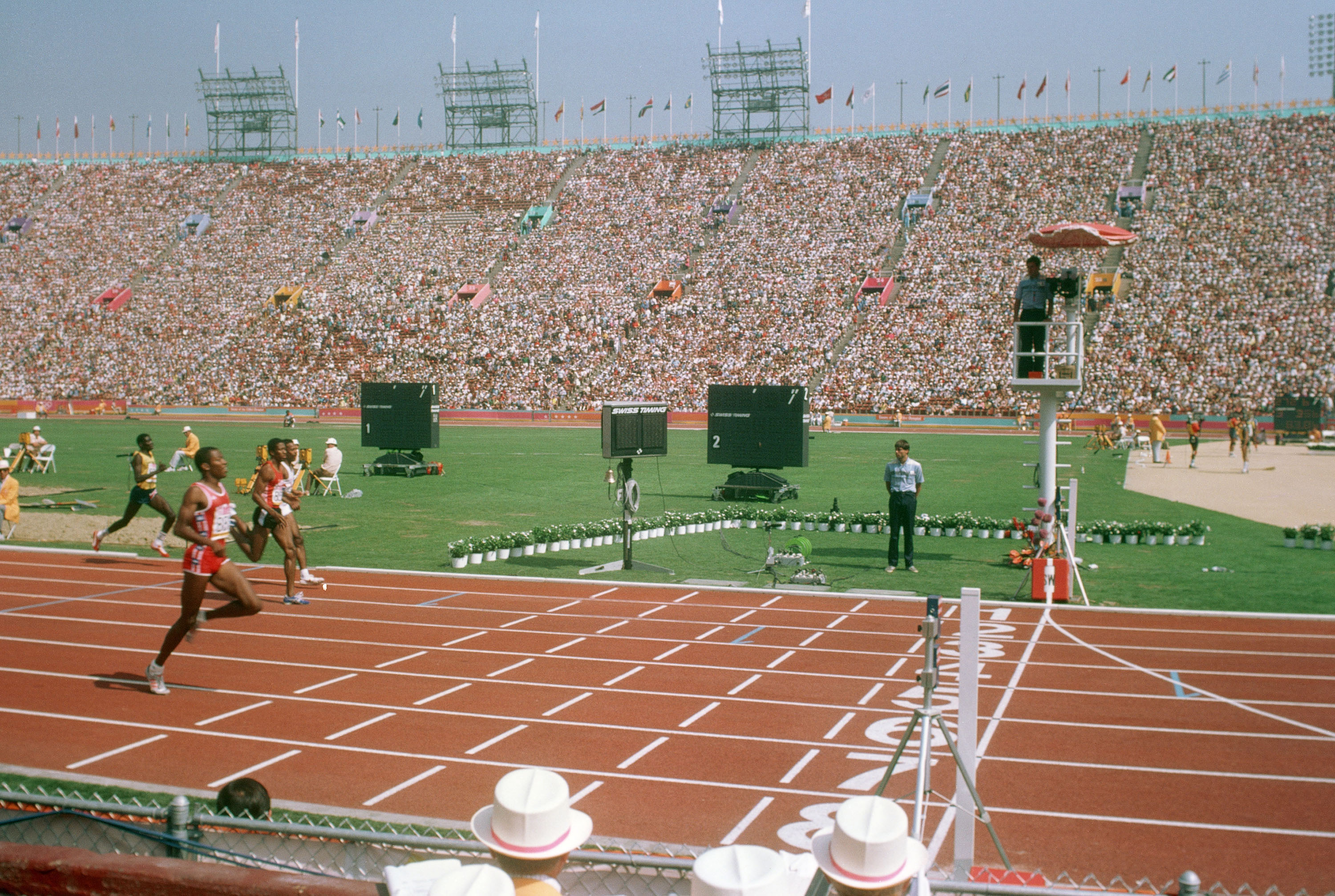
Das Los Angeles Memorial Coliseum während eines
400-Meter-Laufs bei den Olympischen Spielen 1984

Das Los Angeles Memorial Coliseum war bereits Austragungsort der Leichtathletikwettbewerbe bei den Olympischen Spielen 1932. Auch andere Sportarten, v. a. American Football, und wichtige öffentliche Großveranstaltungen wurden dort ausgetragen. Für die 1984er Spiele wurde die Sportanlage umgebaut und modernisiert. Unter anderem wurde eine komplett neue Laufbahn eingebaut, die den modernsten Ansprüchen gerecht wurde. Auch die Zuschauerkapazität wurde noch einmal deutlich erhöht.

## Wettbewerbe
Im Wettbewerbsangebot gab es drei Erweiterungen und eine Änderung. Alle Neuerungen betrafen alleine die Frauendisziplinen, das Männerprogramm blieb bis heute – Stand November 2021 – in derselben Form erhalten wie schon seit längerer Zeit praktiziert.
- Mit dem 3000-Meter-Lauf kam für die Frauen die erste Bahnlangstrecke ins olympische Programm.
- Neu aufgenommen wurde für die Frauen nun auch die längste olympische Laufstrecke überhaupt, der Marathonlauf.
- Auch die lange Hürdenstrecke, der 400-Meter-Hürdenlauf, wurde nun für Frauen angeboten.
- Im Mehrkampf wurde der bisher ausgetragene Fünfkampf ersetzt durch einen Siebenkampf.

Bei den Frauendisziplinen standen noch weitere Ergänzungen für die Zukunft an. Eine zweite Langstrecke auf der Bahn stand noch aus und auch bei den Sprüngen, Würfen und im Gehen sollte es später eine sukzessive Angleichung an den Wettkampfkatalog der Männer geben.

## Doping
Das Thema Doping spielte in den Diskussionen und in den Medien noch nicht die Rolle, wie das später der Fall war. Auch die Kontrollen waren weit entfernt von einer Systematik und klaren Regeln, die zur Anwendung kamen. Aber gerade auch in der Nachschau kann die Problematik nicht übersehen werden.
- In der Leichtathletik gab es vier noch während der Spiele geahndete Dopingfälle.
  - Der finnische Langstreckler Martti Vainio wurde als zunächst Zweitplatzierter des 10.000-Meter-Laufs wegen einer positiven Dopingprobe gleich nach dem Rennen disqualifiziert und auch für das Finale über 5000 Meter nicht mehr zugelassen.[3]
  - Im Diskuswurf wurde der Isländer Vésteinn Hafsteinsson, der nach einem siebten Platz in seiner Qualifikationsgruppe ausgeschieden war, anschließend positiv auf die Einnahme von Nandrolon getestet und nachträglich disqualifiziert.[4]
  - Der Italiener Giampaolo Urlando wurde im Hammerwurf nach Auswertung der Dopingprobe aus dem Finale disqualifiziert. Er hatte zunächst Platz fünf belegt und war anschließend positiv auf die Einnahme von Testosteron getestet worden.[5]
  - Im Speerwurf wurde die Griechin Anna Verouli nach Auswertung ihrer Dopingprobe nach der Qualifikation, in der sie Platz dreizehn belegt hatte, disqualifiziert und für ein Jahr gesperrt. Sie war positiv auf die Einnahme von Nandrolon getestet worden.[6]
- 31 Jahre nach ihrem Erfolg gestand die niederländische Diskuswurfolympiasiegerin Ria Stalman im niederländischen Fernsehen den Einsatz verbotener anaboler Steroide.[7] Das Resultat wurde jedoch nicht offiziell korrigiert.
- Darüber hinaus gab es zahlreiche Berichte, in denen von betroffenen Athleten und anderen Beteiligten Vorwürfe erhoben werden zur Verschleierung von positiven Dopingproben, zur heimlichen Informierung vorher positiv getesteter Athleten, die anschließend noch rechtzeitig vor den Spielen die Mittel absetzen konnten. Erhoben wurden diese Vorwürfen gegen Sportler, Trainer, Offizielle und Anwälte aus den Vereinigten Staaten. Auch Eingeständnisse zum eigenen Dopingmissbrauch gab es in diesen Veröffentlichungen schon viele Jahre vor Ria Stalmans Aussagen dazu.[8][9][10]

## Sportliche Erfolge
Das Leistungsniveau bei diesen Olympischen Spielen war durch das boykottbedingte Fehlen zahlreicher Topathleten deutlich beeinträchtigt. In zwei Disziplinen wurden zwei Weltrekorde aufgestellt. In weiteren achtzehn Disziplinen wurde der olympische Rekord 31 Mal verbessert.
- Weltrekorde im Einzelnen:
  - 4-mal-100-Meter-Staffel, Männer: 37,83 s – USA (Sam Graddy, Ron Brown, Calvin Smith, Carl Lewis), Finale
  - Zehnkampf, Männer: 8798 P (egalisiert) (1985er Wertung: 8846 P) – Daley Thompson (Großbritannien)
- Olympische Rekorde im Einzelnen:
  - 200-Meter-Lauf, Männer: 19,80 s – Carl Lewis (USA), Finale
  - 800-Meter-Lauf, Männer: 1:43,00 min – Joaquim Cruz (Brasilien), Finale
  - 1500-Meter-Lauf, Männer: 3:32,53 min – Sebastian Coe (Großbritannien), Finale
  - 5000-Meter-Lauf, Männer: 13:05,59 min – Saïd Aouita (Marokko), Finale
  - Marathonlauf, Männer: 2:09:21 h – Carlos Lopes (Portugal)
  - 110-Meter-Hürdenlauf, Männer: 13,24 s (egalisiert) – Greg Foster (USA), Vorlauf bei einem Rückenwind von 1,7 m/s
  - 110-Meter-Hürdenlauf, Männer: 13,24 s (egalisiert) – Roger Kingdom (USA), Halbfinale bei einem Rückenwind von 0,7 m/s
  - 110-Meter-Hürdenlauf, Männer: 13,24 s (egalisiert) – Greg Foster (USA), Halbfinale bei einem Gegenwind von 1,1 m/s
  - 110-Meter-Hürdenlauf, Männer: 13,20 s – Roger Kingdom (USA), Finale bei einem Gegenwind von 0,4 m/s
  - 20-km-Gehen, Männer: 1:23:13 h – Ernesto Canto (Mexiko)
  - 50-km-Gehen, Männer: 3:47:26 h – Raúl González (Mexiko)
  - 100-Meter-Lauf, Frauen: 10,87 s – Evelyn Ashford (USA), Finale
  - 200-Meter-Lauf, Frauen: 21,81 s – Valerie Brisco-Hooks (USA), Finale
  - 400-Meter-Lauf, Frauen: 48,83 s – Valerie Brisco-Hooks (USA), Finale
  - 3000-Meter-Lauf, Frauen: 8:44,38 min (erster OR) – Mary Decker (USA), erster Vorlauf
  - 3000-Meter-Lauf, Frauen: 8:43,32 min – Maricica Puică (Rumänien), dritter Vorlauf
  - 3000-Meter-Lauf, Frauen: 8:35,96 min – Maricica Puică (Rumänien), Finale
  - Marathonlauf, Frauen: 2:24:52 h – Joan Benoit (USA)
  - 400-Meter-Hürdenlauf, Frauen: 55,97 s (erster OR) – Judi Brown (USA), Vorlauf
  - 400-Meter-Hürdenlauf, Frauen: 55,75 s – Ann-Louise Skoglund (Schweden), Vorlauf
  - 400-Meter-Hürdenlauf, Frauen: 55,17 s – Ann-Louise Skoglund (Schweden), Halbfinale
  - 400-Meter-Hürdenlauf, Frauen: 54,61 s – Nawal El Moutawakel (Marokko), Finale
  - 4-mal-400-Meter-Staffel, Frauen: 3:18,29 s – USA (	Lillie Leatherwood, Sherri Howard, Valerie Brisco-Hooks, Chandra Cheeseborough), Finale
  - Hochsprung, Frauen: 1,97 m (egalisiert) – Ulrike Meyfarth (BR Deutschland), Finale
  - Hochsprung, Frauen: 1,97 m (egalisiert) – Sara Simeoni (Italien), Finale
  - Hochsprung, Frauen: 1,97 m (egalisiert) – Joni Huntley (USA), Finale
  - Hochsprung, Frauen: 2,00 m – Ulrike Meyfarth (BR Deutschland), Finale
  - Hochsprung, Frauen: 2,00 m – Sara Simeoni (Italien), Finale
  - Hochsprung, Frauen: 2,02 m – Ulrike Meyfarth (BR Deutschland), Finale
  - Speerwurf, Frauen: 69,56 m – Tessa Sanderson (Großbritannien), Finale
  - Siebenkampf, Frauen: 6390 P (1985er Wertung: 6329 P) – Glynis Nunn (Australien)

Mit der Sowjetunion und der DDR waren zwei der in der Vergangenheit erfolgreichsten Nationen wegen ihres Boykotts nicht dabei. So präsentierte sich Gastgeber USA mit sechzehn Leichtathletikolympiasiegen als weitaus erfolgreichstes Land. Mit weitem Abstand folgte die Bundesrepublik Deutschland, die vier Olympiasiege verbuchen konnte. Drei Nationen errangen je drei Olympiasiege: Großbritannien – darüber hinaus sieben Silber- und sechs Bronzemedaillen, Rumänien – plus drei Silber- und vier Bronzemedaillen – sowie Italien – plus einmal Silber und zweimal Bronze, Je zwei Olympiasieger hatten Finnland, Mexiko und Marokko vorzuweisen. Für alle weiteren Nationen gab es in der Leichtathletik höchstens eine Goldmedaille.
Bei den einzelnen Sportlern sind besonders folgende Leistungen zu nennen:
- Carl Lewis (USA) war der herausragende Sportler dieser Spiele mit vier Olympiasiegen in der Leichtathletik – 100-, 200-Meter-Lauf, Weitsprung und 4-mal-100-Meter-Staffel. Damit wiederholte er genau das, was vor ihm Jesse Owens 1936 in Berlin gelungen war.
- Valerie Brisco-Hooks (USA) gewann drei Goldmedaillen – 400-Meter-Lauf, 4-mal-100-Meter-Staffel und 4-mal-400-Meter-Staffel.
- Chandra Cheeseborough (USA) wurde zweifache Olympiasiegerin und errang eine Silbermedaille – Gold: 4-mal-100-Meter-Staffel, 4-mal-400-Meter-Staffel und Silber: 400-Meter-Lauf.
- Alonzo Babers (USA) gewann zwei Goldmedaillen – 400-Meter-Lauf und 4-mal-400-Meter-Staffel.

Darüber hinaus sind weitere Leistungen besonders hervorzuheben:
- Daley Thompson (Großbritannien) wiederholte als zweiter Athlet der olympischen Geschichte seinen Sieg im Zehnkampf. Das war vor ihm nur dem US-Amerikaner Bob Mathias gelungen, der 1948 und 1952 Olympiasieger geworden war.
- Sebastian Coe (Großbritannien) wiederholte seinen Olympiasieg im 1500-Meter-Lauf. Auch er war der zweite Athlet mit dieser Leistung. Vor ihm hatte der Neuseeländer Peter Snell dieses Rennen 1960 und 1964 für sich entschieden.
- Zwölf Jahre nach ihrem Hochsprungsieg bei den Olympischen Spielen 1972 gewann Ulrike Meyfarth (BR Deutschland) erneut Gold in dieser Disziplin.
- Edwin Moses (USA) gewann nach den Olympischen Spielen 1976 zum zweiten Mal den 400-Meter-Hürdenlauf – bei den Olympischen Spielen 1980 hatte er wegen des US-Olympiaboykotts seine auch damals sehr guten Chancen nicht wahrnehmen können.

## Resultate Männer

### 100 m

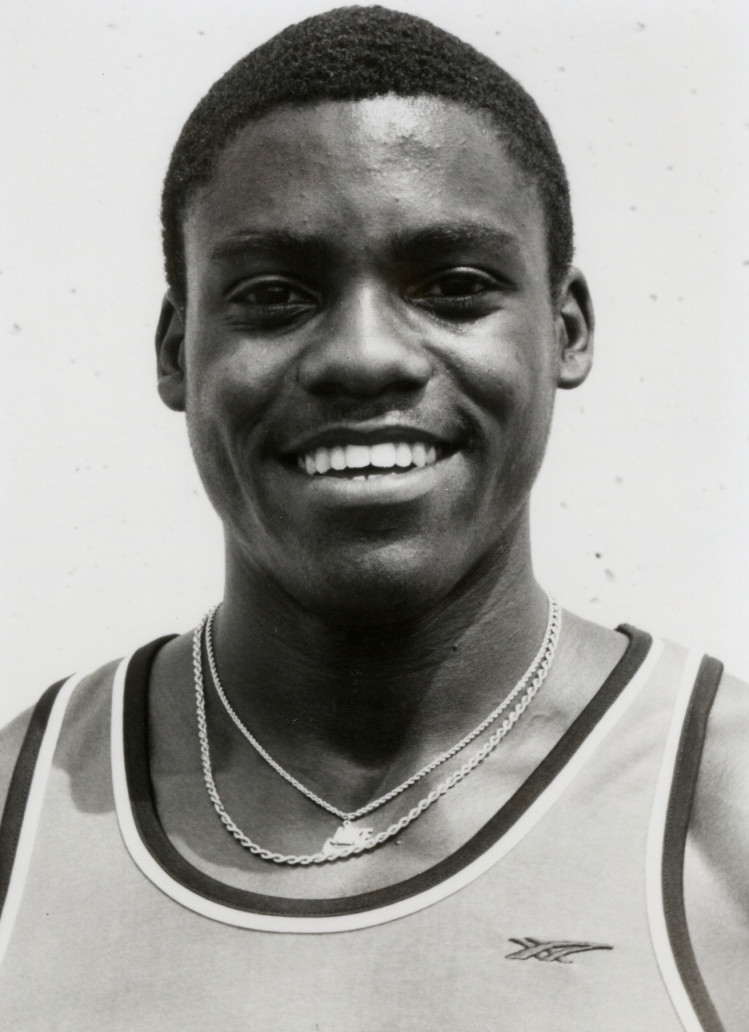
Die erste von vier Goldmedaillen für Carl Lewis

| Platz | Athlet          | Land | Zeit (s) |
| ----- | --------------- | ---- | -------- |
| 1     | Carl Lewis      | USA  | 09,99    |
| 2     | Sam Graddy      | USA  | 10,19    |
| 3     | Ben Johnson     | CAN  | 10,22    |
| 4     | Ron Brown       | USA  | 10,26    |
| 5     | Mike McFarlane  | GBR  | 10,27    |
| 6     | Raymond Stewart | JAM  | 10,29    |
| 7     | Donovan Reid    | GBR  | 10,33    |
| 8     | Tony Sharpe     | CAN  | 10,35    |

Finale am 4. August
Wind: +0,2 m/s

### 200 m

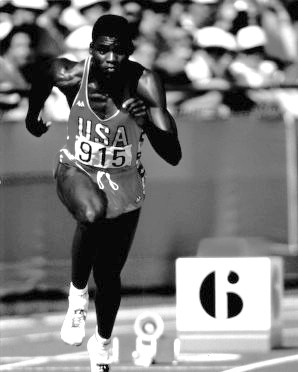
Olympiasieger Carl Lewis auf einem Foto aus dem Halbfinale

| Platz | Athlet                  | Land | Zeit (s) |
| ----- | ----------------------- | ---- | -------- |
| 1     | Carl Lewis              | USA  | 19,80 OR |
| 2     | Kirk Baptiste           | USA  | 19,96000 |
| 3     | Thomas Jefferson        | USA  | 20,26000 |
| 4     | João Batista da Silva   | BRA  | 20,30000 |
| 5     | Ralf Lübke              | FRG  | 20,51000 |
| 6     | Jean-Jacques Boussemart | FRA  | 20,55000 |
| 7     | Pietro Mennea           | ITA  | 20,55000 |
| 8     | Ade Mafe                | GBR  | 20,85000 |

Finale am 8. August
Wind: −0,9 m/s

### 400 m

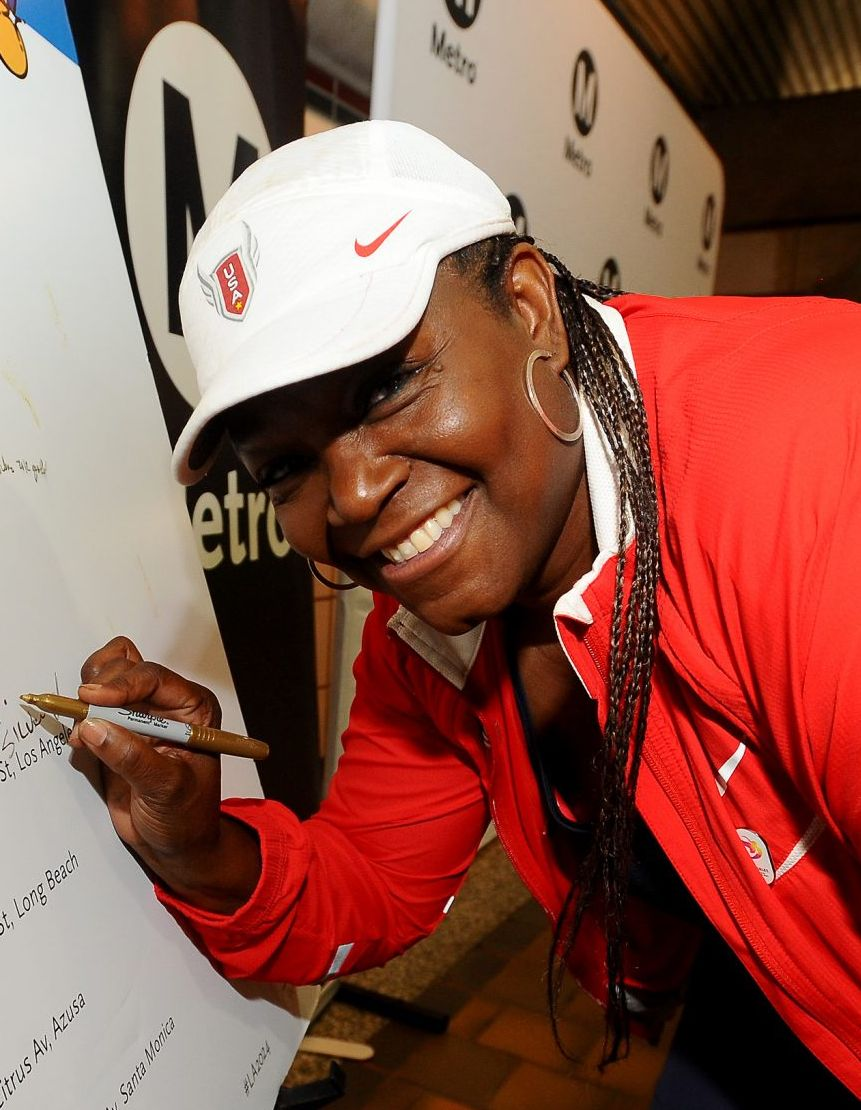
Das erste Gold für Valerie Brisco-Hooks (Foto: 2016) – über 200 Meter und in der Staffel kam sie noch zu zwei weiteren Olympiasiegen

| Platz | Athlet            | Land | Zeit (s) |
| ----- | ----------------- | ---- | -------- |
| 1     | Alonzo Babers     | USA  | 44,27    |
| 2     | Gabriel Tiacoh    | CIV  | 44,54    |
| 3     | Antonio McKay     | USA  | 44,71    |
| 4     | Darren Clark      | AUS  | 44,75    |
| 5     | Sunder Nix        | USA  | 44,75    |
| 6     | Sunday Uti        | NGR  | 44,93    |
| 7     | Innocent Egbunike | NGR  | 45,35    |
| DNS   | Bert Cameron      | JAM  |          |

Finale am 8. August

### 800 m

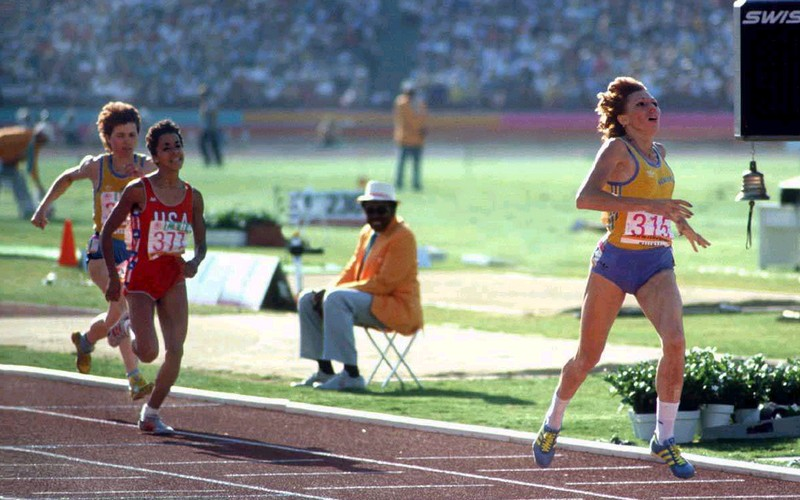
Zieleinlauf über 800 Meter

| Platz | Athlet           | Land | Zeit (min) |
| ----- | ---------------- | ---- | ---------- |
| 1     | Joaquim Cruz     | BRA  | 1:43,00 OR |
| 2     | Sebastian Coe    | GBR  | 1:43,64000 |
| 3     | Earl Jones       | USA  | 1:43,83000 |
| 4     | Billy Konchellah | KEN  | 1:44,03000 |
| 5     | Donato Sabia     | ITA  | 1:44,53000 |
| 6     | Edwin Koech      | KEN  | 1:44,86000 |
| 7     | Johnny Gray      | USA  | 1:47,89000 |
| 8     | Steve Ovett      | GBR  | 1:52,28000 |

Finale am 6. August

### 1500 m

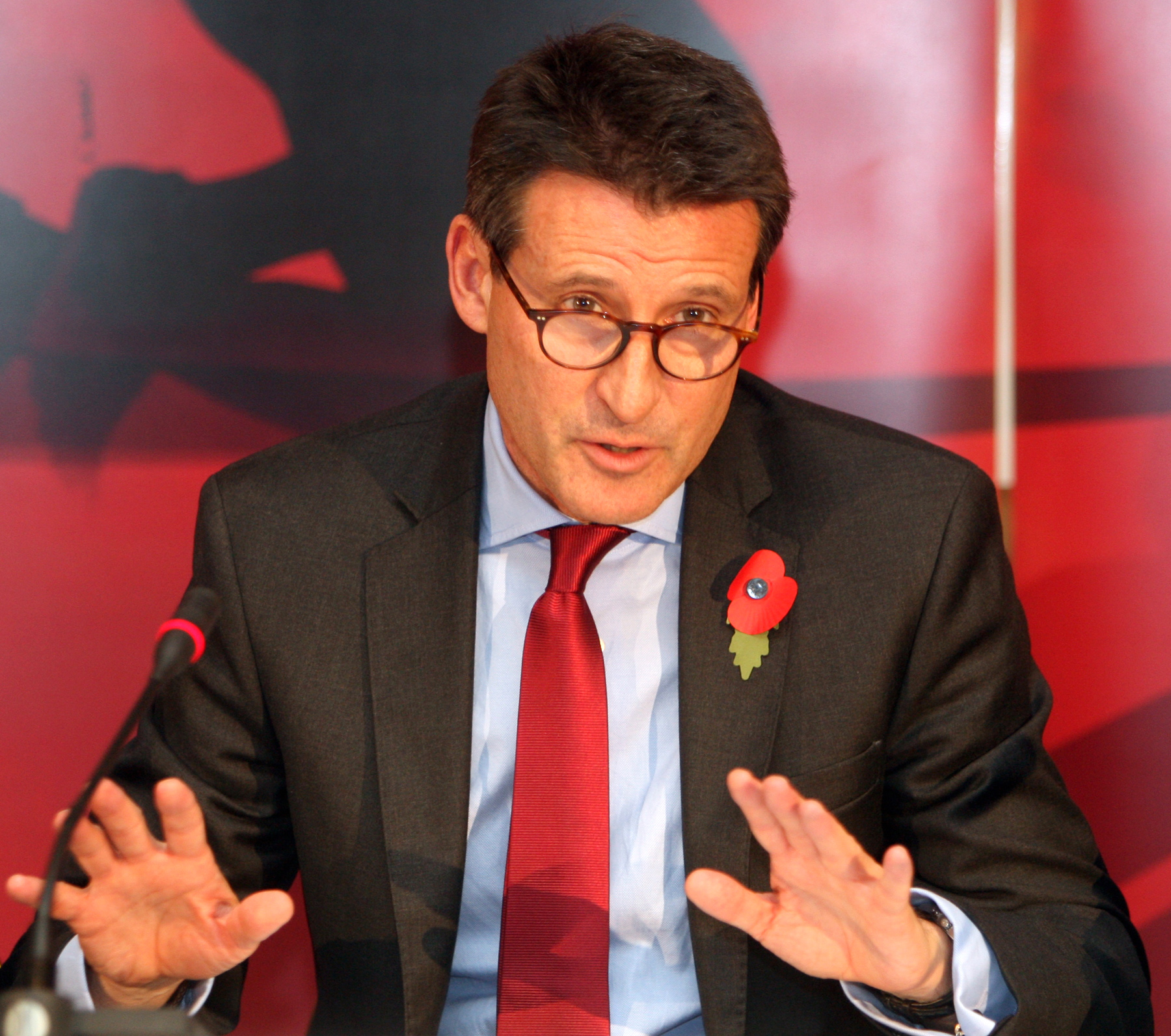
Vier Tage nach Gewinn der Silbermedaille über 800 Meter wiederholte Sebastian Coe (Foto: 2011) seinen 1500-Meter-Olympiasieg von 1980

| Platz | Athlet              | Land | Zeit (min) |
| ----- | ------------------- | ---- | ---------- |
| 1     | Sebastian Coe       | GBR  | 3:32,53 OR |
| 2     | Steve Cram          | GBR  | 3:33,40000 |
| 3     | José Manuel Abascal | ESP  | 3:34,30000 |
| 4     | Joseph Chesire      | KEN  | 3:34,52000 |
| 5     | Jim Spivey          | USA  | 3:36,07000 |
| 6     | Peter Wirz          | SUI  | 3:36,97000 |
| 7     | Andrés Vera         | ESP  | 3:37,02000 |
| 8     | Omer Khalifa        | SUD  | 3:37,11000 |

Finale am 11. August

### 5000 m

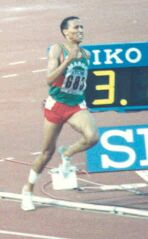
Olympiasieger Saïd Aouita (hier bei den Weltmeisterschaften 1987)

| Platz | Athlet            | Land | Zeit (min)  |
| ----- | ----------------- | ---- | ----------- |
| 1     | Saïd Aouita       | MAR  | 13:05,59 OR |
| 2     | Markus Ryffel     | SUI  | 13:07,54000 |
| 3     | António Leitão    | POR  | 13:09,20000 |
| 4     | Tim Hutchings     | GBR  | 13:11,50000 |
| 5     | Paul Kipkoech     | KEN  | 13:14,40000 |
| 6     | Charles Cheruiyot | KEN  | 13:18,41000 |
| 7     | Doug Padilla      | USA  | 13:23,56000 |
| 8     | John Walker       | NZL  | 13:24,46000 |

Finale am 11. August
Der Finne Martti Vainio wurde nach seiner positiven Dopingprobe aus dem Rennen über 10.000 Meter für das 5000-Meter-Finale nicht zugelassen.

### 10.000 m
| Platz | Athlet           | Land | Zeit (min) |
| ----- | ---------------- | ---- | ---------- |
| 1     | Alberto Cova     | ITA  | 27:47,54   |
| 2     | Mike McLeod      | GBR  | 28:06,22   |
| 3     | Michael Musyoki  | KEN  | 28:06,46   |
| 4     | Salvatore Antibo | ITA  | 28:06,50   |
| 5     | Christoph Herle  | FRG  | 28:08,21   |
| 6     | Sostenes Bitok   | KEN  | 28:09,01   |
| 7     | Yutaka Kanai     | JPN  | 28:27,06   |
| 8     | Steve Jones      | GBR  | 28:28,08   |

Finale am 6. August
Der zunächst zweitplatzierte Finne Martti Vainio wurde bei der anschließenden Dopingkontrolle positiv auf anabole Steroide getestet und fünf Tage später disqualifiziert.

### Marathon

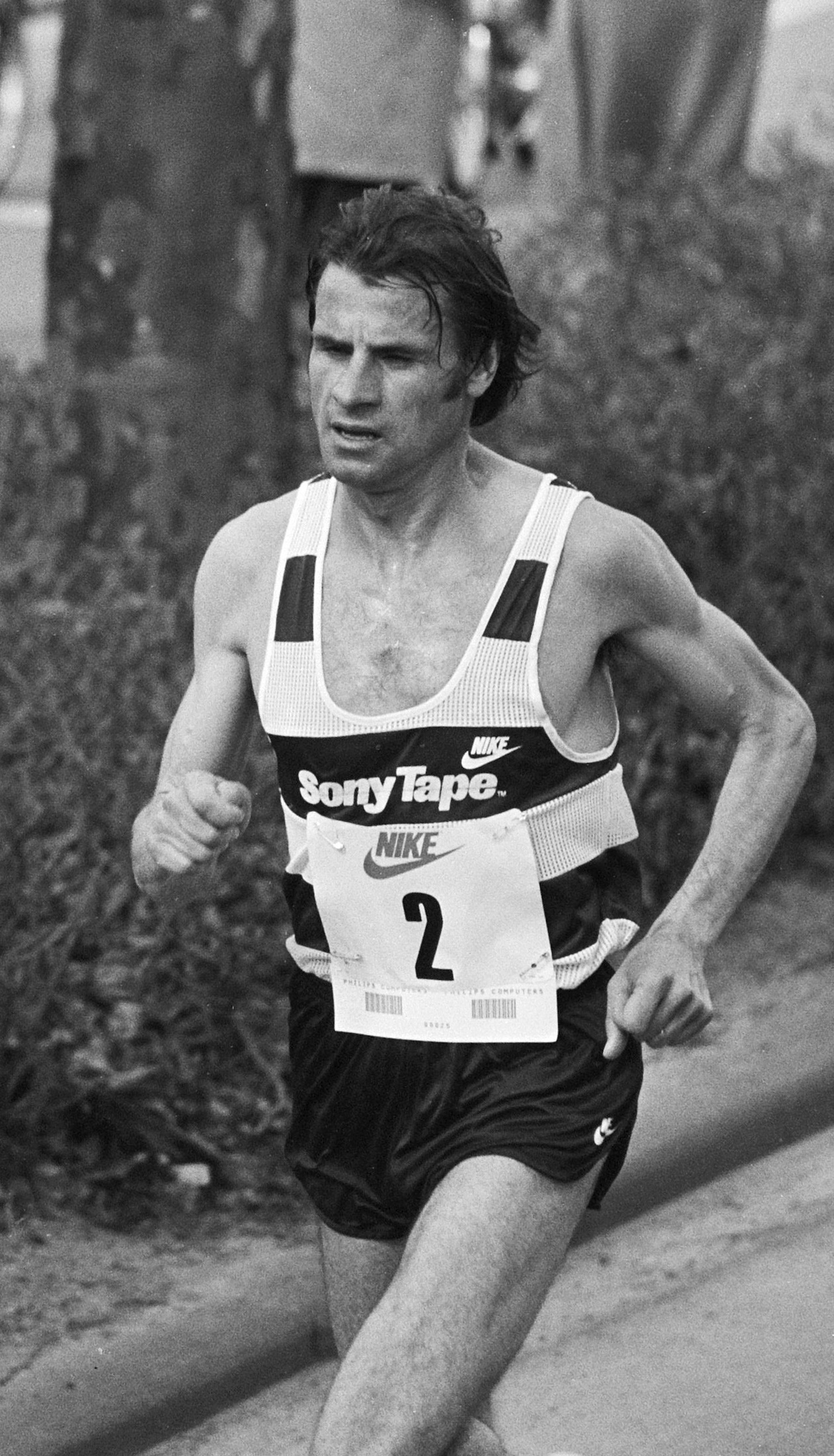
Olympiasieger Carlos Lopes

| Platz | Athlet             | Land | Zeit (h)   |
| ----- | ------------------ | ---- | ---------- |
| 1     | Carlos Lopes       | POR  | 2:09:21 OR |
| 2     | John Treacy        | IRL  | 2:09:56000 |
| 3     | Charlie Spedding   | GBR  | 2:09:58000 |
| 4     | Takeshi Sō         | JPN  | 2:10:55000 |
| 5     | Robert de Castella | AUS  | 2:11:09000 |
| 6     | Juma Ikangaa       | TAN  | 2:11:10000 |
| 7     | Joseph Nzau        | KEN  | 2:11:28000 |
| 8     | Djama Robleh       | DJI  | 2:11:39000 |

12. August

### 110 m Hürden
| Platz | Athlet            | Land | Zeit (s) |
| ----- | ----------------- | ---- | -------- |
| 1     | Roger Kingdom     | USA  | 13,20 OR |
| 2     | Greg Foster       | USA  | 13,23000 |
| 3     | Arto Bryggare     | FIN  | 13,40000 |
| 4     | Mark McKoy        | CAN  | 13,45000 |
| 5     | Tonie Campbell    | USA  | 13,55000 |
| 6     | Stéphane Caristan | FRA  | 13,71000 |
| 7     | Carlos Sala       | ESP  | 13,80000 |
| 8     | Jeff Glass        | CAN  | 14,15000 |

Finale am 6. August
Wind: −0,4 m/s

### 400 m Hürden

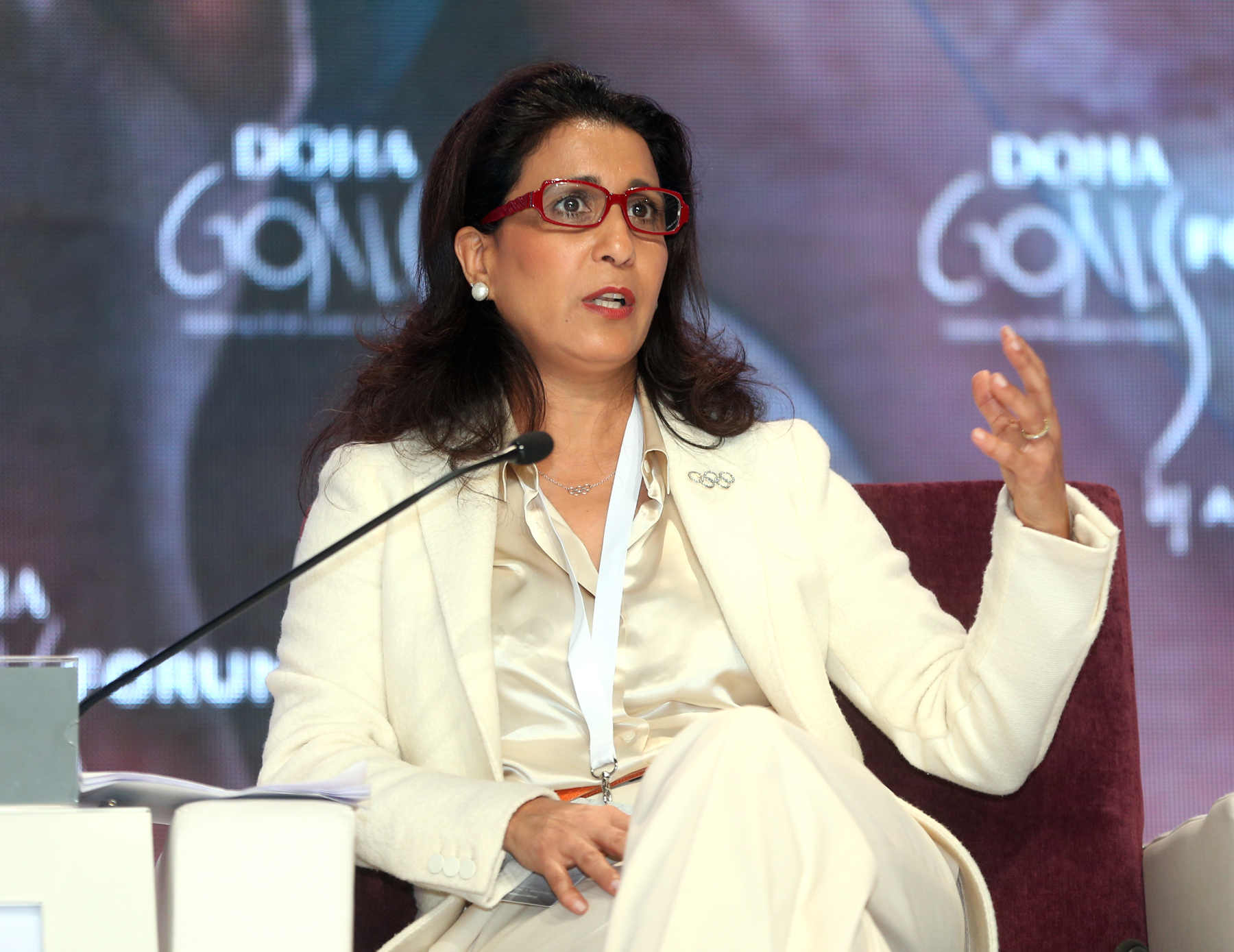
Überraschungssiegerin Nawal El Moutawakel (Foto: 2009)

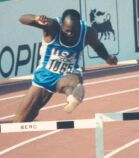
Olympiasieger Edwin Moses (Foto: Weltmeisterschaften 1987)

| Platz | Athlet            | Land | Zeit (s) |
| ----- | ----------------- | ---- | -------- |
| 1     | Edwin Moses       | USA  | 47,75    |
| 2     | Danny Harris      | USA  | 48,13    |
| 3     | Harald Schmid     | FRG  | 48,19    |
| 4     | Sven Nylander     | SWE  | 48,97    |
| 5     | Amadou Dia Ba     | SEN  | 49,28    |
| 6     | Tranel Hawkins    | USA  | 49,42    |
| 7     | Michel Zimmermann | BEL  | 50,69    |
| 8     | Henry Amike       | NGR  | 53,78    |

Finale am 5. August

### 3000 m Hindernis
| Platz | Athlet          | Land | Zeit (min) |
| ----- | --------------- | ---- | ---------- |
| 1     | Julius Korir    | KEN  | 8:11,80    |
| 2     | Joseph Mahmoud  | FRA  | 8:13,31    |
| 3     | Brian Diemer    | USA  | 8:14,06    |
| 4     | Henry Marsh     | USA  | 8:14,25    |
| 5     | Colin Reitz     | GBR  | 8:15,48    |
| 6     | Domingo Ramón   | ESP  | 8:17,27    |
| 7     | Julius Kariuki  | KEN  | 8:17,47    |
| 8     | Pascal Debacker | FRA  | 8:21,51    |

Finale am 10. August

### 4 × 100 m Staffel
| Platz | Land           | Athleten | Zeit (s) |
| ----- | -------------- | --- | -------- |
| 1     | USA            | Sam Graddy Ron Brown Calvin Smith Carl Lewis                                                                                 | 37,83 WR |
| 2     | Jamaika        | Albert Lawrence Greg Meghoo Donald Quarrie Raymond Stewart (Halbfinale/Finale) im Vorlauf außerdem: Norman Edwards           | 38,62000 |
| 3     | Kanada         | Ben Johnson Tony Sharpe Desai Williams Sterling Hinds                                                                        | 38,70000 |
| 4     | Italien        | Antonio Ullo Giovanni Bongiorni Stefano Tilli Pietro Mennea                                                                  | 38,87000 |
| 5     | BR Deutschland | Jürgen Koffler (Halbfinale/Finale) Peter Klein Jürgen Evers Ralf Lübke                                                       | 38,99000 |
| 6     | Frankreich     | Antoine Richard Jean-Jacques Boussemart Marc Gasparoni Bruno Marie-Rose                                                      | 39,10000 |
| 7     | Großbritannien | Daley Thompson Donovan Reid Mike McFarlane Allan Wells                                                                       | 39,13000 |
| 8     | Brasilien      | Arnaldo da Silva Nelson Rocha Santos (Halbfinale/Finale) Katsuhiko Nakaya Paulo Correia im Vorlauf außerdem: Robson da Silva | 39,40000 |

Finale am 11. August

### 4 × 400 m Staffel
| Platz | Land           | Athleten | Zeit (min) |
| ----- | -------------- | --- | ---------- |
| 1     | USA            | Sunder Nix (Halbfinale/Finale) Ray Armstead (Vorlauf/Finale) Alonzo Babers (Vorlauf/Finale) Antonio McKay (Halbfinale/Finale) im Vorlauf/Halbfinale außerdem: Willie Smith (Vorlauf/Halbfinale) Walter Lee McCoy (Vorlauf/Halbfinale) | 2:57,91    |
| 2     | Großbritannien | Kriss Akabusi Garry Cook Todd Bennett Philip Brown | 2:59,13    |
| 3     | Nigeria        | Sunday Uti Moses Ugbisie Rotimi Peters Innocent Egbunike | 2:59,32    |
| 4     | Australien     | Bruce Frayne (Halbfinale/Finale) Darren Clark Gary Minihan Rick Mitchell (Vorlauf/Finale) im Vorlauf/Halbfinale außerdem: Peter Van Miltenburg (Vorlauf/Halbfinale)                                                                   | 2:59,70    |
| 5     | Italien        | Roberto Tozzi (Halbfinale/Finale) Ernesto Nocco Roberto Ribaud Pietro Mennea (Finale) im Vorlauf/Halbfinale außerdem: Donato Sabia (Vorlauf/Halbfinale) Mauro Zuliani (Vorlauf)                                                       | 3:01,44    |
| 6     | Barbados       | Richard Louis David Peltier Clyde Edwards Elvis Forde | 3:01,60    |
| 7     | Uganda         | John Goville Moses Kyeswa Peter Rwamuhanda Mike Okot | 3:02,09    |
| 8     | Kanada         | Michael Sokolowski Douglas Hinds Bryan Saunders Tim Bethune | 3:02,82    |

Finale am 11. August

### 20 km Gehen
| Platz | Athlet            | Land | Zeit (h)   |
| ----- | ----------------- | ---- | ---------- |
| 1     | Ernesto Canto     | MEX  | 1:23:13 OR |
| 2     | Raúl González     | MEX  | 1:23:20000 |
| 3     | Maurizio Damilano | ITA  | 1:23:26000 |
| 4     | Guillaume LeBlanc | CAN  | 1:24:29000 |
| 5     | Carlo Mattioli    | ITA  | 1:25:07000 |
| 6     | José Marín        | ESP  | 1:25:32000 |
| 7     | Marco Evoniuk     | USA  | 1:25:42000 |
| 8     | Erling Andersen   | NOR  | 1:25:54000 |

3. August

### 50 km Gehen
| Platz | Athlet              | Land | Zeit (h)   |
| ----- | ------------------- | ---- | ---------- |
| 1     | Raúl González       | MEX  | 3:47:26 OR |
| 2     | Bo Gustafsson       | SWE  | 3:53:19000 |
| 3     | Sandro Bellucci     | ITA  | 3:53:45000 |
| 4     | Reima Salonen       | FIN  | 3:58:30000 |
| 5     | Raffaello Ducceschi | ITA  | 3:59:26000 |
| 6     | Carl Schueler       | USA  | 3:59:46000 |
| 7     | Jorge Llopart       | ESP  | 4:03:09000 |
| 8     | José Pinto          | POR  | 4:04:42000 |

11. August

### Hochsprung

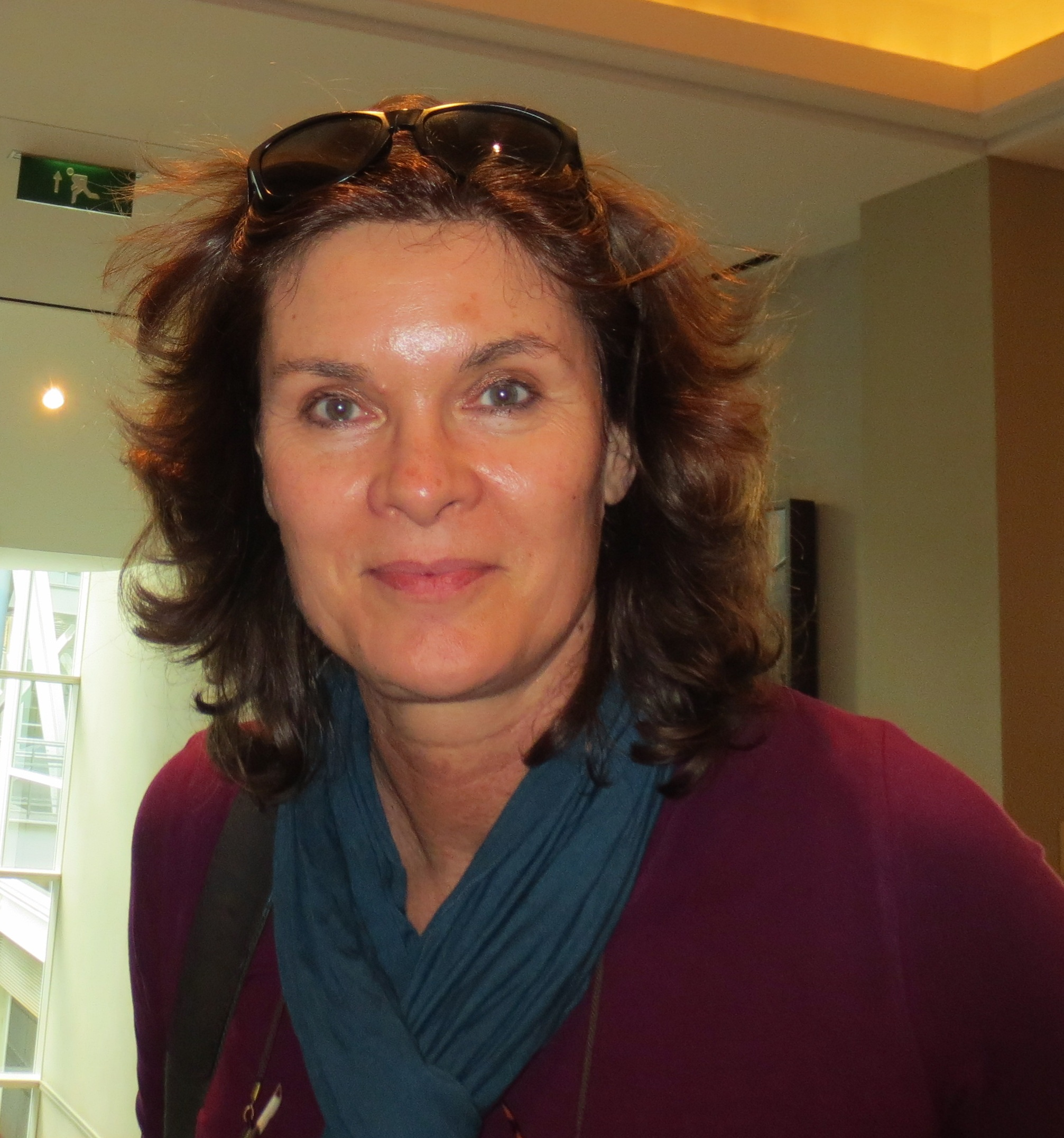
Ulrike Nasse-Meyfarth (hier im Jahr 2012) – nach zwölf Jahren zum zweiten Mal Olympiasiegerin

| Platz | Athlet            | Land | Höhe (m) |
| ----- | ----------------- | ---- | -------- |
| 1     | Dietmar Mögenburg | FRG  | 2,35     |
| 2     | Patrik Sjöberg    | SWE  | 2,33     |
| 3     | Zhu Jianhua       | CHN  | 2,31     |
| 4     | Dwight Stones     | USA  | 2,31     |
| 5     | Doug Nordquist    | USA  | 2,29     |
| 6     | Milton Ottey      | CAN  | 2,29     |
| 7     | Liu Yunpeng       | CHN  | 2,29     |
| 8     | Cai Shu           | CHN  | 2,27     |

Finale am 11. August

### Stabhochsprung
| Platz | Athlet           | Land | Höhe (m) |
| ----- | ---------------- | ---- | -------- |
| 1     | Pierre Quinon    | FRA  | 5,75     |
| 2     | Mike Tully       | USA  | 5,65     |
| 3     | Earl Bell        | USA  | 5,60     |
| 3     | Thierry Vigneron | FRA  | 5,60     |
| 5     | Kimmo Pallonen   | FIN  | 5,45     |
| 6     | Doug Lytle       | USA  | 5,40     |
| 7     | Felix Böhni      | SUI  | 5,30     |
| 8     | Mauro Barella    | ITA  | 5,30     |

Finale am 8. August

### Weitsprung

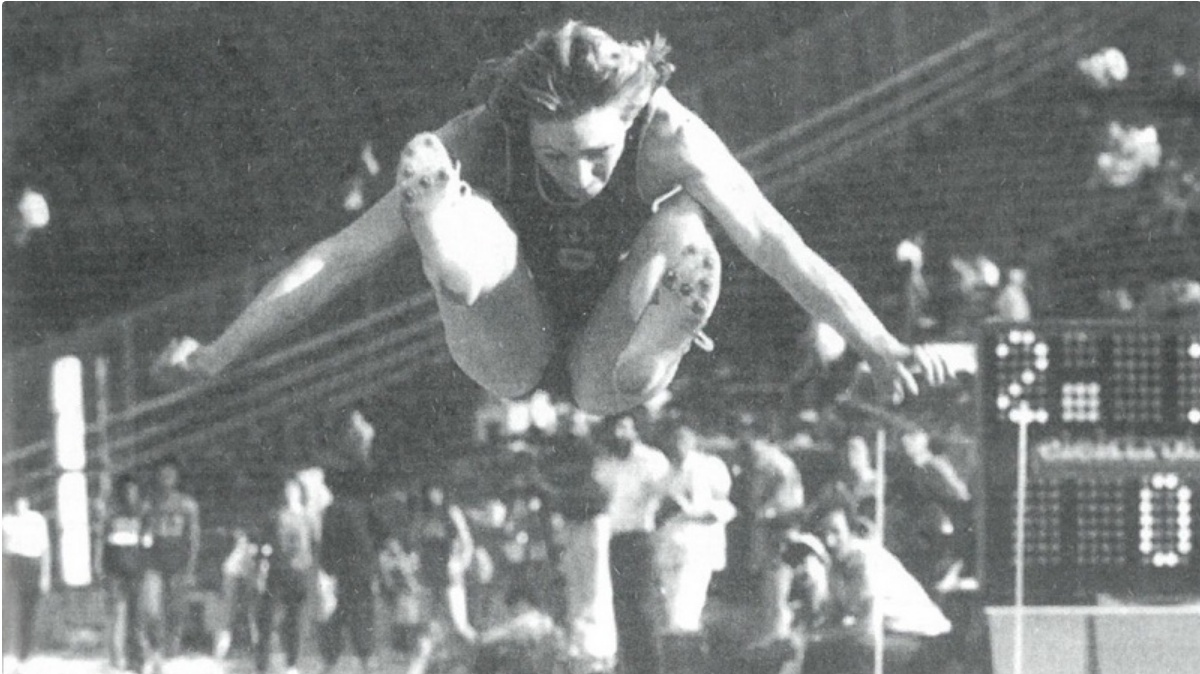
Olympiasiegerin Anișoara Stanciu,
frühere Anișoara Cușmir

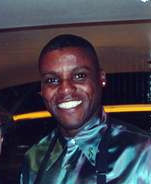
Carl Lewis gewann seine zweite von vier Goldmedaillen hier in Los Angeles

| Platz | Athlet               | Land | Weite (m) |
| ----- | -------------------- | ---- | --------- |
| 1     | Carl Lewis           | USA  | 8,54      |
| 2     | Gary Honey           | AUS  | 8,24      |
| 3     | Giovanni Evangelisti | ITA  | 8,24      |
| 4     | Larry Myricks        | USA  | 8,16      |
| 5     | Liu Yuhuang          | CHN  | 7,99      |
| 6     | Joey Wells           | BAH  | 7,97      |
| 7     | Jun’ichi Usui        | JPN  | 7,87      |
| 8     | Kim Jong-il          | KOR  | 7,81      |

Finale am 6. August

### Dreisprung
| Platz | Athlet          | Land | Weite (m) |
| ----- | --------------- | ---- | --------- |
| 1     | Al Joyner       | USA  | 17,26 w   |
| 2     | Mike Conley Sr. | USA  | 17,1800   |
| 3     | Keith Connor    | GBR  | 16,8700   |
| 4     | Zou Zhenxian    | CHN  | 16,8300   |
| 5     | Peter Bouschen  | FRG  | 16,7700   |
| 6     | Willie Banks    | USA  | 16,7500   |
| 7     | Ajayi Agbebaku  | NGR  | 16,6700   |
| 8     | Eric McCalla    | GBR  | 16,6600   |

Finale am 4. August

### Kugelstoßen
| Platz | Athlet            | Land | Weite (m) |
| ----- | ----------------- | ---- | --------- |
| 1     | Alessandro Andrei | ITA  | 21,26     |
| 2     | Michael Carter    | USA  | 21,09     |
| 3     | Dave Laut         | USA  | 20,97     |
| 4     | August Wolf       | USA  | 20,93     |
| 5     | Werner Günthör    | SUI  | 20,28     |
| 6     | Marco Montelatici | ITA  | 19,98     |
| 7     | Sören Tallhem     | SWE  | 19,81     |
| 8     | Erik de Bruin     | NED  | 19,65     |

Finale am 11. August

### Diskuswurf

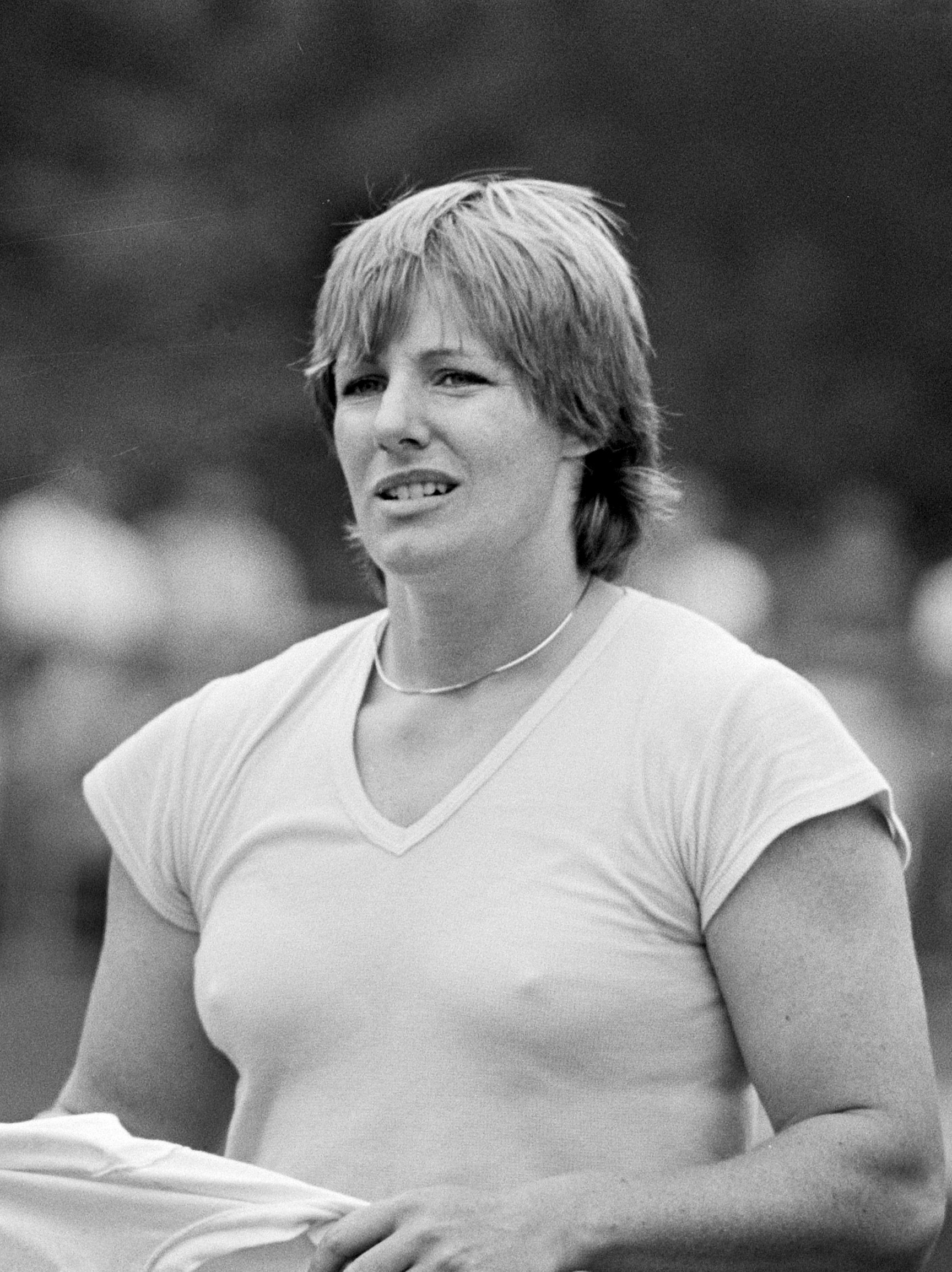
Olympiasiegerin Ria Stalman

| Platz | Athlet          | Land | Weite (m) |
| ----- | --------------- | ---- | --------- |
| 1     | Rolf Danneberg  | FRG  | 66,60     |
| 2     | Mac Wilkins     | USA  | 66,30     |
| 3     | John Powell     | USA  | 65,46     |
| 4     | Knut Hjeltnes   | NOR  | 65,28     |
| 5     | Art Burns       | USA  | 64,98     |
| 6     | Alwin Wagner    | FRG  | 64,72     |
| 7     | Luciano Zerbini | ITA  | 63,50     |
| 8     | Stefan Fernholm | SWE  | 63,22     |

Finale am 10. August
In diesem Wettbewerb gab es einen Dopingfall. Vésteinn Hafsteinsson aus Island belegte in der Qualifikationsgruppe B Platz sieben und war damit ausgeschieden. Anschließend wurde Hafsteinsson auf die Einnahme von Nandrolon positiv getestet. Damit wurde er nachträglich disqualifiziert, sein Resultat wurde aus der Ergebnisliste gestrichen.

### Hammerwurf
| Platz | Athlet            | Land | Weite (m) |
| ----- | ----------------- | ---- | --------- |
| 1     | Juha Tiainen      | FIN  | 78,08     |
| 2     | Karl-Hans Riehm   | FRG  | 77,98     |
| 3     | Klaus Ploghaus    | FRG  | 76,68     |
| 4     | Orlando Bianchini | ITA  | 75,94     |
| 5     | Bill Green        | USA  | 75,60     |
| 6     | Harri Huhtala     | FIN  | 75,28     |
| 7     | Walter Ciofani    | FRA  | 73,46     |
| 8     | Robert Weir       | GBR  | 72,62     |

Finale am 6. August
Dieser Wettbewerb war von einem Dopingfall betroffen. Der Italiener Giampaolo Urlando qualifizierte sich in der Qualifikationsgruppe A für das Finale, an dem er teilnahm und Rang fünf belegte. Später wurde er des Verstoßes gegen die Antidopingbestimmungen mittels Testosteron überführt. Er wurde nachträglich disqualifiziert, sein Resultat wurde gestrichen.

### Speerwurf
| Platz | Athlet            | Land | Weite (m) |
| ----- | ----------------- | ---- | --------- |
| 1     | Arto Härkönen     | FIN  | 86,76     |
| 2     | David Ottley      | GBR  | 85,74     |
| 3     | Kenth Eldebrink   | SWE  | 83,72     |
| 4     | Wolfram Gambke    | FRG  | 82,46     |
| 5     | Masami Yoshida    | JPN  | 81,98     |
| 6     | Einar Vilhjálmson | ISL  | 81,58     |
| 7     | Roald Bradstock   | GBR  | 81,22     |
| 8     | Laslo Babits      | CAN  | 80,68     |

Finale am 5. August

### Zehnkampf

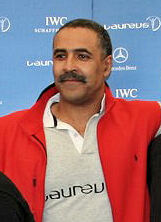
Zweiter Olympiasieg in Folge für Daley Thompson

| Platz | Athlet           | Land | P – offiz. Wert. | P – 85er Wert. |
| ----- | ---------------- | ---- | ---------------- | -------------- |
| 1     | Daley Thompson   | GBR  | 8798 WRe/OR      | 8846           |
| 2     | Jürgen Hingsen   | FRG  | 8673000000       | 8695           |
| 3     | Siegfried Wentz  | FRG  | 8412000000       | 8416           |
| 4     | Guido Kratschmer | FRG  | 8326000000       | 8356           |
| 5     | William Motti    | FRA  | 8266000000       | 8278           |
| 6     | John Crist       | USA  | 8130000000       | 8115           |
| 7     | Jim Wooding      | USA  | 8091000000       | 8054           |
| 8     | Dave Steen       | CAN  | 8047000000       | 8025           |

8. und 9. August
Gewertet wurde nach einer 1977 modifizierten Punktetabelle. Zur besseren Einordnung der Leistung sind neben den offiziellen Punkten nach der Wertungstabelle von 1977 die nach dem heutigen Wertungssystem von 1985 umgerechneten Punktzahlen mit angegeben. Nach dieser heute gültigen Tabelle hätte es keine Veränderungen unter den ersten Acht gegeben. Aber diese Vergleiche sind natürlich nur Anhaltswerte, denn als Grundlage müssen die jeweils unterschiedlichen Maßstäbe der Zeit gelten.

## Resultate Frauen

### 100 m
| Platz | Athletin           | Land | Zeit (s) |
| ----- | ------------------ | ---- | -------- |
| 1     | Evelyn Ashford     | USA  | 10,97 OR |
| 2     | Alice Brown        | USA  | 11,13000 |
| 3     | Merlene Ottey-Page | JAM  | 11,16000 |
| 4     | Jeanette Bolden    | USA  | 11,25000 |
| 5     | Grace Jackson      | JAM  | 11,39000 |
| 6     | Angela Bailey      | CAN  | 11,40000 |
| 7     | Heather Oakes      | GBR  | 11,43000 |
| 8     | Angella Taylor     | CAN  | 11,62000 |

Finale am 5. August
Wind: −1,2 m/s

### 200 m
| Platz | Athletin             | Land | Zeit (s) |
| ----- | -------------------- | ---- | -------- |
| 1     | Valerie Brisco-Hooks | USA  | 21,81 OR |
| 2     | Florence Griffith    | USA  | 22,04000 |
| 3     | Merlene Ottey-Page   | JAM  | 22,09000 |
| 4     | Kathy Cook           | GBR  | 22,10000 |
| 5     | Grace Jackson        | JAM  | 22,20000 |
| 6     | Randy Givens         | USA  | 22,36000 |
| 7     | Rose-Aimée Bacoul    | FRA  | 22,78000 |
| 8     | Liliane Gaschet      | FRA  | 22,86000 |

Finale am 9. August
Wind: −0,1 m/s

### 400 m
- Das erste Gold für Valerie Brisco-Hooks (Foto: 2016) – über 200 Meter
und in der Staffel kam sie noch zu zwei weiteren Olympiasiegen

| Platz | Athletin              | Land | Zeit (s) |
| ----- | --------------------- | ---- | -------- |
| 1     | Valerie Brisco-Hooks  | USA  | 48,83 OR |
| 2     | Chandra Cheeseborough | USA  | 49,05000 |
| 3     | Kathy Cook            | GBR  | 49,43000 |
| 4     | Marita Payne          | CAN  | 49,91000 |
| 5     | Lillie Leatherwood    | USA  | 50,25000 |
| 6     | Ute Thimm             | FRG  | 50,37000 |
| 7     | Charmaine Crooks      | CAN  | 50,45000 |
| 8     | Ruth Waithera         | KEN  | 51,56000 |

Finale am 6. August

### 800 m
| Platz | Athletin        | Land | Zeit (min) |
| ----- | --------------- | ---- | ---------- |
| 1     | Doina Melinte   | ROM  | 1:57,60    |
| 2     | Kim Gallagher   | USA  | 1:58,63    |
| 3     | Fița Lovin      | ROM  | 1:58,83    |
| 4     | Gabriella Dorio | ITA  | 1:59,05    |
| 5     | Lorraine Baker  | GBR  | 2:00,03    |
| 6     | Ruth Wysocki    | USA  | 2:00,34    |
| 7     | Margrit Klinger | FRG  | 2:00,65    |
| 8     | Caroline O’Shea | IRL  | 2:00,77    |

Finale am 6. August

### 1500 m
| Platz | Athletin          | Land | Zeit (min) |
| ----- | ----------------- | ---- | ---------- |
| 1     | Gabriella Dorio   | ITA  | 4:03,25    |
| 2     | Doina Melinte     | ROM  | 4:03,76    |
| 3     | Maricica Puică    | ROM  | 4:04,15    |
| 4     | Roswitha Gerdes   | FRG  | 4:04,41    |
| 5     | Christine Benning | GBR  | 4:04,70    |
| 6     | Christina Boxer   | GBR  | 4:05,53    |
| 7     | Brit McRoberts    | CAN  | 4:05,98    |
| 8     | Ruth Wysocki      | USA  | 4:08,32    |

Finale am 11. August

### 3000 m

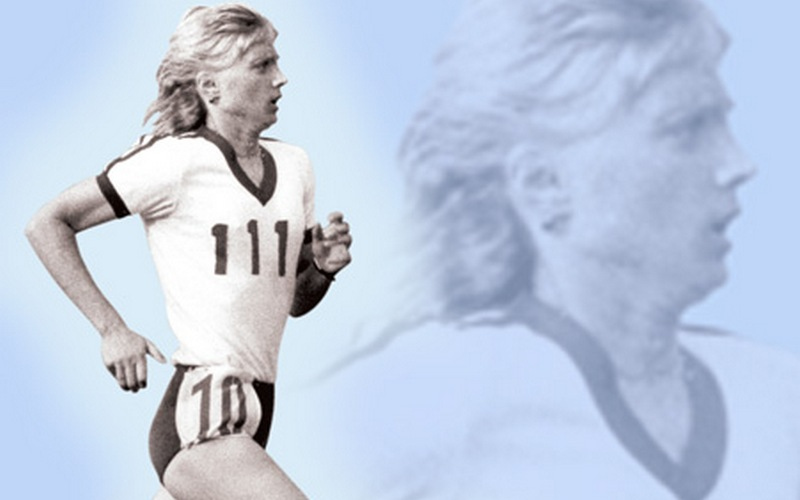
Olympiasiegerin Maricica Puică gewann am nächsten Tag außerdem Bronze über 1500 Meter

| Platz | Athletin       | Land | Zeit (min) |
| ----- | -------------- | ---- | ---------- |
| 1     | Maricica Puică | ROM  | 8:35,96 OR |
| 2     | Wendy Sly      | GBR  | 8:39,47000 |
| 3     | Lynn Williams  | CAN  | 8:42,14000 |
| 4     | Cindy Bremser  | USA  | 8:42,78000 |
| 5     | Cornelia Bürki | SUI  | 8:45,20000 |
| 6     | Aurora Cunha   | POR  | 8:46,37000 |
| 7     | Zola Budd      | GBR  | 8:48,80000 |
| 8     | Joan Hansen    | USA  | 8:51,53000 |

Finale am 10. August

### Marathon
| Platz | Athletin           | Land | Zeit (h)   |
| ----- | ------------------ | ---- | ---------- |
| 1     | Joan Benoit        | USA  | 2:24:52 OR |
| 2     | Grete Waitz        | NOR  | 2:26:18000 |
| 3     | Rosa Mota          | POR  | 2:26:57000 |
| 4     | Ingrid Kristiansen | NOR  | 2:27:34000 |
| 5     | Lorraine Moller    | NZL  | 2:28:34000 |
| 6     | Priscilla Welch    | GBR  | 2:28:54000 |
| 7     | Lisa Martin        | AUS  | 2:29:03000 |
| 8     | Sylvie Ruegger     | CAN  | 2:29:09000 |

5. August

### 100 m Hürden
| Platz | Athletin                | Land | Zeit (s) |
| ----- | ----------------------- | ---- | -------- |
| 1     | Benita Fitzgerald-Brown | USA  | 12,84    |
| 2     | Shirley Strong          | GBR  | 12,88    |
| 3     | Kim Turner              | USA  | 13,06    |
| 3     | Michèle Chardonnet      | FRA  | 13,06    |
| 5     | Glynis Nunn             | AUS  | 13,20    |
| 6     | Marie-Noëlle Savigny    | FRA  | 13,28    |
| 7     | Ulrike Denk             | FRG  | 13,32    |
| 8     | Pamela Page             | USA  | 13,40    |

Finale am 10. August
Wind: −0,7 m/s

### 400 m Hürden
| Platz | Athletin            | Land | Zeit (s) |
| ----- | ------------------- | ---- | -------- |
| 1     | Nawal El Moutawakel | MAR  | 54,61 OR |
| 2     | Judi Brown          | USA  | 55,20000 |
| 3     | Cristieana Cojocaru | ROM  | 55,41000 |
| 4     | Pilavullakandi Usha | IND  | 55,42000 |
| 5     | Ann-Louise Skoglund | SWE  | 55,43000 |
| 6     | Debbie Flintoff     | AUS  | 56,21000 |
| 7     | Tuija Helander      | FIN  | 56,55000 |
| 8     | Sandra Farmer       | JAM  | 57,15000 |

Finale am 8. August

### 4 × 100 m Staffel
| Platz | Land                | Athletinnen                                                                                                 | Zeit (s) |
| ----- | ------------------- | --- | -------- |
| 1     | USA                 | Alice Brown Jeanette Bolden Chandra Cheeseborough Evelyn Ashford                                            | 41,65    |
| 2     | Kanada              | Angela Bailey Marita Payne Angella Taylor France Gareau                                                     | 42,77    |
| 3     | Großbritannien      | Simmone Jacobs Kathy Cook Beverley Callender Heather Oakes                                                  | 43,11    |
| 4     | Frankreich          | Rose-Aimée Bacoul Liliane Gaschet Marie-France Loval Raymonde Naigre                                        | 43,15    |
| 5     | BR Deutschland      | Edith Oker Michaela Schabinger Heidi-Elke Gaugel Ute Thimm                                                  | 43,57    |
| 6     | Bahamas             | Eldece Clarke Pauline Davis Debbie Greene Oralee Fowler                                                     | 44,18    |
| 7     | Trinidad und Tobago | Janice Bernard Gillian Forde Ester Hope-Washington Angela Williams                                          | 44,23    |
| 8     | Jamaika             | Juliet Cuthbert (Finale) Grace Jackson Veronica Findlay Merlene Ottey-Page im Vorlauf außerdem: Janet Burke | 53,54    |

Finale am 11. August

### 4 × 400 m Staffel
| Platz | Land           | Athletinnen | Zeit (min) |
| ----- | -------------- | --- | ---------- |
| 1     | USA            | Lillie Leatherwood Sherri Howard Valerie Brisco-Hooks (Finale) Chandra Cheeseborough (Finale) im Vorlauf außerdem: Diane Dixon Denean Howard    | 3:18,29 OR |
| 2     | Kanada         | Charmaine Crooks Jillian Richardson Molly Killingbeck (Finale) Marita Payne im Vorlauf außerdem: Dana Wright                                    | 3:21,21000 |
| 3     | BR Deutschland | Heike Schulte-Mattler Ute Thimm (Finale) Heidi-Elke Gaugel (Finale) Gaby Bußmann im Vorlauf außerdem: Christina Sussiek Nicole Leistenschneider | 3:22,98000 |
| 4     | Großbritannien | Michelle Scutt Helen Barnett Gladys Taylor Joslyn Hoyte-Smith                                                                                   | 3:25,51000 |
| 5     | Jamaika        | Ilrey Oliver Cynthia Green (Finale) Catherine Rattray Grace Jackson im Vorlauf außerdem: Andrea Thomas                                          | 3:27,51000 |
| 6     | Italien        | Patrizia Lombardo Cosetta Campana Marisa Masullo (Finale) Erica Rossi im Vorlauf außerdem: Giuseppina Cirulli                                   | 3:30,82000 |
| 7     | Indien         | Manathoor Valsamma Vandana Rao Shiny Abraham Pilavullakandi Usha                                                                                | 3:32,49000 |
| DNS   | Puerto Rico    | Evelyn Mathieu Madeline de Jesús Angelita Lind Marie Mathieu                                                                                    |            |

Finale am 11. August

### Hochsprung
| Platz | Athletin           | Land | Höhe (m) |
| ----- | ------------------ | ---- | -------- |
| 1     | Ulrike Meyfarth    | FRG  | 2,02 OR  |
| 2     | Sara Simeoni       | ITA  | 2,00000  |
| 3     | Joni Huntley       | USA  | 1,97000  |
| 4     | Maryse Éwanjé-Épée | FRA  | 1,94000  |
| 5     | Debbie Brill       | CAN  | 1,94000  |
| 6     | Vanessa Browne     | AUS  | 1,94000  |
| 7     | Zheng Dazhen       | CHN  | 1,91000  |
| 8     | Louise Ritter      | USA  | 1,91000  |

Finale am 10. August

### Weitsprung
| Platz | Athletin         | Land | Weite (m) |
| ----- | ---------------- | ---- | --------- |
| 1     | Anișoara Stanciu | ROM  | 6,9600    |
| 2     | Vali Ionescu     | ROM  | 6,8100    |
| 3     | Susan Hearnshaw  | GBR  | 6,80 w    |
| 4     | Angie Thacker    | USA  | 6,78 w    |
| 5     | Jackie Joyner    | USA  | 6,7700    |
| 6     | Robyn Lorraway   | AUS  | 6,6700    |
| 7     | Glynis Nunn      | AUS  | 6,53 w    |
| 8     | Shonel Ferguson  | BAH  | 6,4400    |

Finale am 9. August

### Kugelstoßen
| Platz | Athletin             | Land | Weite (m) |
| ----- | -------------------- | ---- | --------- |
| 1     | Claudia Losch        | FRG  | 20,48     |
| 2     | Mihaela Loghin       | ROM  | 20,47     |
| 3     | Gael Martin          | AUS  | 19,19     |
| 4     | Judy Oakes           | GBR  | 18,14     |
| 5     | Li Meisu             | CHN  | 17,96     |
| 6     | Venissa Head         | GBR  | 17,90     |
| 7     | Carol Cady           | USA  | 17,23     |
| 8     | Florența Crăciunescu | ROM  | 17,23     |

Finale am 3. August

### Diskuswurf
| Platz | Athletin             | Land | Weite (m) |
| ----- | -------------------- | ---- | --------- |
| 1     | Ria Stalman          | NED  | 65,36     |
| 2     | Leslie Deniz         | USA  | 64,86     |
| 3     | Florența Crăciunescu | ROM  | 63,64     |
| 4     | Ulla Lundholm        | FIN  | 62,84     |
| 5     | Meg Ritchie          | GBR  | 62,58     |
| 6     | Ingra Manecke        | FRG  | 58,56     |
| 7     | Venissa Head         | GBR  | 58,18     |
| 8     | Gael Martin          | AUS  | 55,88     |

Finale am 11. August
31 Jahre nach ihrem Erfolg gestand die niederländische Diskuswurfolympiasiegerin Ria Stalman im niederländischen Fernsehen den Einsatz verbotener anaboler Steroide. Das Resultat wurde jedoch nicht offiziell korrigiert.

### Speerwurf
| Platz | Athletin         | Land | Weite (m) |
| ----- | ---------------- | ---- | --------- |
| 1     | Tessa Sanderson  | GBR  | 69,56 OR  |
| 2     | Tiina Lillak     | FIN  | 69,00000  |
| 3     | Fatima Whitbread | GBR  | 67,14000  |
| 4     | Tuula Laaksalo   | FIN  | 66,40000  |
| 5     | Trine Solberg    | NOR  | 64,52000  |
| 6     | Ingrid Thyssen   | FRG  | 63,26000  |
| 7     | Beate Peters     | FRG  | 62,34000  |
| 8     | Karin Smith      | USA  | 62,06000  |

Finale am 6. August

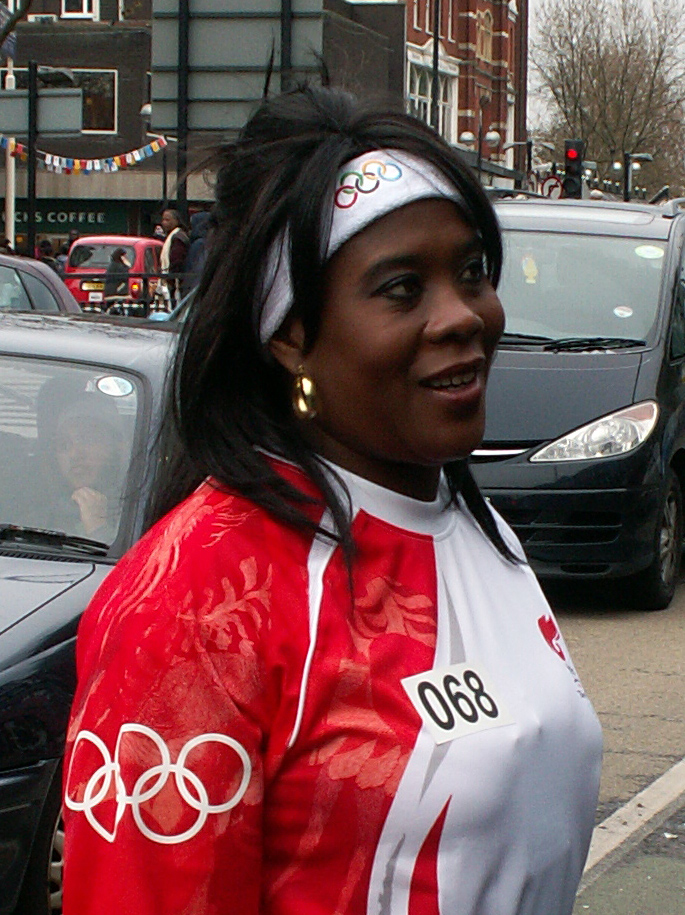
Olympiasiegerin Tessa Sanderson

Die Griechin Anna Verouli wurde nach Auswertung ihrer Dopingprobe nach der Qualifikation, in der sie Platz dreizehn belegt hatte, disqualifiziert und für ein Jahr gesperrt. Sie war positiv auf die Einnahme von Nandrolon getestet worden.

### Siebenkampf
| Platz | Athletin       | Land | P – offiz. Wert. | P – 85er Wert. |
| ----- | -------------- | ---- | ---------------- | -------------- |
| 1     | Glynis Nunn    | AUS  | 6390 OR          | 6329           |
| 2     | Jackie Joyner  | USA  | 6385000          | 6306           |
| 3     | Sabine Everts  | FRG  | 6363000          | 6331           |
| 4     | Cindy Greiner  | USA  | 6281000          | 6191           |
| 5     | Judy Simpson   | GBR  | 6280000          | 6206           |
| 6     | Sabine Braun   | FRG  | 6236000          | 6138           |
| 7     | Tineke Hidding | NED  | 6147000          | 6028           |
| 8     | Kim Hagger     | GBR  | 6127000          | 6045           |

3. und 4. August
Gewertet wurde nach der Punktetabelle von 1971, die 1980 mit Einführung des Siebenkampfes Gültigkeit bekam. Das anschließend in Kraft gesetzte Wertungssystem von 1985 ist bis heute – April 2020 – aktuell.
Zur besseren Einordnung der Leistung sind neben den offiziellen Punkten nach der Wertungstabelle von 1980 die nach dem heutigen Wertungssystem von 1985 umgerechneten Punktzahlen mit angegeben. Nach dieser heute gültigen Tabelle hätte es einige entscheidende Veränderungen gegeben:
- Sabine Everts wäre Erste statt Dritte.
- Goldmedaillengewinnerin Glynis Nunn und die zweitplatzierte Jackie Joyner wären um jeweils einen Rang nach hinten gerückt.
- Die viertplatzierte Cindy Greiner und Judy Simpson auf Rang fünf hätten ihre Plätze getauscht.
- Auch Tineke Hidding, Rang sieben, und Kim Hagger, Rang acht, hätten ihre Plätze getauscht.

Aber diese Vergleiche sind nur natürlich Anhaltswerte, denn als Grundlage müssen die jeweils unterschiedlichen Maßstäbe der Zeit gelten.

## Video
- Documentary: 16 Days of Glory, Los Angeles 1984 Olympic Games, youtube.com, abgerufen am 20. November 2021